# Chloé Henry
Chloé Henry (ur. 5 marca 1987) – belgijska lekkoatletka, tyczkarka oraz gimnastyczka.
W 2015 zdobyła brąz w skoku o tyczce podczas uniwersjady w Gwangju.
Uczestniczka mistrzostw Europy w Amsterdamie (2016)
Wielokrotna mistrzyni i rekordzistka kraju.

## Rekordy życiowe
- Skok o tyczce (stadion) – 4,42 (2015) były rekord Belgii
- Skok o tyczce (hala) – 4,33 (2015) były rekord Belgii